# Callithrix nigriceps
Callithrix nigriceps är en primat i släktet silkesapor som förekommer i Amazonområdet. Den tillhör undersläktet Mico som ibland godkänns som självständigt släkte.

## Utseende
Arten når en kroppslängd (huvud och bål) av cirka 21 cm, en svanslängd av cirka 33 cm och en vikt av ungefär 380 g. Denna silkesapa har en gråbrun päls på ovansidan och armarna, buken samt regionen kring axlarna (mantel) är täckta av ljusare päls. Artepitet nigriceps i det vetenskapliga namnet syftar på de svarta håren som täcker huvudets topp. Huden i det mer eller mindre nakna ansiktet och vid de nakna öronen är mörk. Arten har orangeröda bakben samt svarta händer och fötter. Den långa svansen är nära bålen mörkbrun och längre bak svart. Hannarnas scrotum saknar hår och pigment.

## Utbredning och ekologi
Primatens utbredningsområde begränsas av Rio dos Marmelos i norr, av Rio Madeira i väst och av Rio Ji-Paraná i syd. Enligt olika berättelser kan arten förekomma utanför regionen. Callithrix nigriceps lever i regnskogar och föredrar skogens kanter samt återskapade skogar. Arten livnär sig liksom de flesta andra silkesapor av naturgummi som kompletteras med frukter, blommor och nektar. Allmänt antas att levnadssättet är lika som hos andra släktmedlemmar. Individerna går främst på fyra fötter över grenar och de kan hoppa från gren till gren.

## Status
Ibland fångas ungdjur för att hålla de som sällskapsdjur. IUCN listar hela beståndet som nära hotad (NT).